# Megathyst
De Megathyst is een ontwerp van een halfafzinkbaar platform van De Hoop en Workships. Als basis diende de Amethyst uit 1987 en het ontwerp bestaat dan ook uit twee pontons met op elk ponton twee kolommen.
Het Amethyst-ontwerp beviel Petrobras dat daarop Pride benaderde dat de Amethyst in 1998 had overgenomen. Pride ging een consortium aan met het Braziliaanse Maritima. Dit Petrodrill bestelde zes platforms. Deze werden opnieuw ontworpen door De Hoop-Workships als Megathyst, terwijl de boorinstallatie door Huisman werd ontworpen.

## Megathyst-serie
Davie Shipbuilding ging failliet voordat de eerste twee voltooid waren en deze werden weer gesloopt. De derde en vierde waren deels voltooid toen Halter Marine failliet ging en werden enkele jaren later voltooid door Cianbro. Daardoor kwamen de laatste twee, die bij DSME werden gebouwd, als eerste in de vaart.
| Naam       | Werf                         | Jaar          | IMO-nummer |
| ---------- | ---------------------------- | ------------- | ---------- |
| Amethyst 2 | Davie Shipbuilding           |               | 8764145    |
| Amethyst 3 | Davie Shipbuilding           |               | 8764157    |
| Amethyst 4 | Halter Marine, 1828/ Cianbro | februari 2004 | 8764339    |
| Amethyst 5 | Halter Marine, 1829/ Cianbro | mei 2004      | 8764341    |
| Amethyst 6 | DSME, 3016                   | 2001          | 8764200    |
| Amethyst 7 | DSME, 3015                   | 2000          | 8764195    |